# Estación de Mettmenstetten
La estación de Mettmenstetten es una estación ferroviaria de la comuna suiza de Mettmenstetten, en el Cantón de Zúrich.

## Historia y Situación
La estación se encuentra ubicada en la zona sur del núcleo urbano de Mettmenstetten. Fue inaugurada en 1864 con la apertura de la línea férrea Zúrich - Zug por parte del  Zürich-Zug-Luzern-Bahn. Actualmente cuenta con un único andén, por el que pasa una sola vía.
En términos ferroviarios, la estación se sitúa en la línea Zúrich - Zug. Sus dependencias ferroviarias colaterales son la estación de Affoltern am Albis hacia Zúrich y la estación de Knonau en dirección Zug.

## Servicios ferroviarios
Los servicios ferroviarios de esta estación están prestados por SBB-CFF-FFS:

### S-Bahn Zúrich
La estación está integrada dentro de la red de trenes de cercanías S-Bahn Zúrich, y en la que efectúan parada los trenes de varias líneas pertenecientes a S-Bahn Zúrich:
- S 5 Zug – Affoltern am Albis – Zúrich HB – Uster – Pfäffikon SZ
- S N9 Zúrich HB – Affoltern am Albis (– Zug)